# František Štěpánek (poslanec)
František Štěpánek (16. ledna 1872, Luběnice – 23. dubna 1934, Praha) byl český podnikatel, starosta Zlína a poslanec Moravského zemského sněmu.

## Život
František Štěpánek přišel do Zlína v roce 1892 a stal se podučitelem. O šest let později povýšil na odborného učitele chlapecké měšťanky.

### Spolupráce s firmou Baťa
Na konci 90. let se seznámil s Tomášem Baťou, kterému začal pomáhat s řízením firmy. Vedl obchodní knihy, účty, bilanci a korespondenci. Ve firmě získal významné postavení, roku 1900 se stal i tichým společníkem.
V roce 1905 školství definitivně opustil a stal se prokuristou firmy Baťa. Jejich spolupráce skončila v březnu 1907. Hlavní příčinou se stalo zavádění amerických metod do malé valašské obuvnické továrny. Rozkol mezi nimi nastal i v osobním životě poté, co se Tomáš Baťa rozhodl zrušit své zasnoubení s Marii Babičkovou. Baťa se totiž dověděl, že Marie trpí tehdy nevyléčitelnou tuberkulózou a že nebude moci mít děti. František Štěpánek byl zasnouben s Mariinou sestrou a rozhodnutí nemohl Tomášovi odpustit. Štěpánek od Baťů odešel a v září téhož roku si založil vlastní obuvnický podnik.

### Starostou Zlína a Baťovým konkurentem
V roce 1908 se Štěpánek stal starostou Zlína (kde se zasadil např. o vznik první elektrárny ve městě r. 1913), o pět let později byl zvolen poslancem Moravského zemského sněmu.
V roce 1910 začal budovat výrobní areál na zlínském Cigánově. Tehdy byl jeho podnik pro Baťu vyrovnaným soupeřem. Štěpánek bydlel v nové vile č.p. 551 u hlavní cesty na Cigánově, kterou si pro sebe v roce 1904 postavil zlínský stavitel Winkler (byla zbourána v roce 2016). Za první světové války zaměstnával Štěpánek ve své továrně až 600 dělníků. V roce 1915 začal budovat pobočný závod v Hostivaři u Prahy.

### Poválečná krize
V roce 1919 však Štěpánek přišel o funkci starosty, o čtyři roky později se jím stal jeho rival Tomáš Baťa. Následně Štěpánek ztratil i svou továrnu, protože se výrazně zadlužil nákupy činžovních domů v Praze, přičemž jeho podnik nezvládal poválečnou krizi a už dlouho se s Baťou nemohl srovnávat. Továrnu tedy získala nejdříve Moravská agrární a průmyslová banka. V roce 1927 ji koupil Baťa. Nejdříve ji využíval, ale v roce 1935 ji nechal zbourat. V květnu 1940 zde bylo otevřeno sportovní hřiště S. K. Letná.
K tomu však došlo už po smrti Františka Štěpánka, který zemřel ve věku 62 let v dubnu 1934.